# Брзина
Брзина (чеш. Brzina) — река в Чехии, протекает по территории Южночешского и Среднечешского краёв. Приток реки Влтава. Длина реки — 28 км. Площадь водосборного бассейна равна 140,6 км². Средний расход воды 0,45 м³/с.
Начинается к югу от деревни Гразанки на высоте 544 метра над уровнем моря. От истока течёт на север, сначала по лесу, затем по открытой местности и по окраине леса. Пересекает деревню Коетин, город Петровице. Между Петровице и устьем Пршедборжицкого отклоняется к северо-западу. Затем снова направляется на север, пересекает деревни Влетице, Брзина, Дражков, Грахов. В низовьях течёт по еловому лесу. Впадает во Влтаву справа на расстоянии 128 километров от её устья, образуя эстуарий, на высоте около 270 метров над уровнем моря.
В верховьях на реке имеется пять небольших прудов и один более крупный — Машовски.

## Притоки
Объекты перечислены по порядку от устья к истоку.
- 1 км: Йезвинка[2] (лв)
- 2 км: Лиховски[2] (пр)
- 4 км: Подлипски[2] (пр)
- 5 км: Градильски[2] (пр)
- 9 км: Сельни[2] (лв)
- 11 км: Черни[2] (пр)
- 11 км: Влчи[2] (пр)
- 13 км: Почепицки[2] (Сврхнице[1]) (пр)
- 15 км: Стражник[2] (лв)
- 16 км: Тисовницки[2] (пр)
- 17 км: Крашовицки[2] (лв)
- 17 км: Пршедборжицки[2] (лв)
- 20 км: Кнежицки[2] (пр)
- 21 км: Варовски[2] (пр)